# Булке, Генри ван ден
Генри ван ден Булке (нидерл. Henry Van den Bulke, 1889,  Бельгия — 1947) — хоккейный функционер, президент Бельгийской Королевской хоккейной федерации (1912—1920), президент ИИХФ (1912—1914, 1914—1920).

## Карьера
В 1912 году, стал основателем и первым президентом Бельгийской Королевской хоккейной федерации. Через несколько недель возглавил Международную федерацию хоккея. К моменту избрания ему ещё не исполнилось и 23 лет. 25 февраля 1914 года на VII Конгрессе в Берлине (Германия) Генри ван ден Булке подал в отставку с поста президента ЛИХГ. На освободившуюся должность был избран Луи Магнус (англ. Louis Magnus). Однако, не встретив поддержки своей программы, тут же подал в отставку. Исполняющим обязанности президента ЛИХГ был назначен Б. М. «Питер» Паттон (англ. Major Bethune Minet «Peter» Patton). Созванный в тот же день заново съезд переизбрал на должность президента ЛИХГ Генри ван ден Булке.
Ему принадлежит заслуга в том, что сумел убедить МОК включить хоккей с шайбой в программу Олимпийских игр. Старт на Олимпиаде пришёлся на летние Олимпийские игры (зимние тогда ещё не проводились) в Антверпене в 1920 году. Именно в Бельгии во время Олимпийских игр на съезде ЛИХГ Булке оставил пост президента международной хоккейной организации.